# Елизавета (шхербот)
«Елизавета» или «Святая Елизавета» — парусный шхербот Сибирской флотилии Российской империи.

## Описание судна
Шхербот «Елизавета» представлял собой парусное деревянное судно. Всего в составе Российского императорского флота несли службу 4 парусных и парусно-гребных судна с именем «Елизавета», включая текущий шхербот, гекбот Каспийской флотилии, гребной фрегат и яхту Балтийского флота, ещё 4 судна с именем «Святая Елизавета», включая текущий шхербот, бригантину Сибирской флотилии, шняву и гекбот Каспийской флотилии, также 7 судов носили имя «Елисавета»: парусный линейный корабль 1795 года постройки, два фрегата 1828 и 1841 годов постройки, бригантина 1824 года постройки, бриги 1804 и 1821 годов постройки и парусный транспорт, купленный в 1821 году, помимо этого один парусный транспорт носил имя «Елизабета» и один галиот «Елизабет-Екатерина».

## История службы
Шхербот «Елизавета» был заложен на стапеле Охотской верфи и после спуска на воду по сведениям из различных источников в 1741 или 1742 году вошёл в состав Сибирской флотилии России. Строительство судна по данным из одних источников вёл кораблестроитель М. Ругачёв, по сведениям из других источников — кораблестроитель А. И. Кузьмин.
В кампанию 1743 года в ответ на жалобы мастера С. Гардеболя о запрете натуралистом Г. В. Стеллером предоставлять необходимые для «пробования руд» ресурсов и задержке жалования, руководителем охотско-камчатского отряда М. П. Шпанбергом 11 (22) сентября в Большерецк было направлено жалование мастера за второую половину 1742 года и весь 1743 год в размере 594 рубля, а также ряд распоряжений, в первую очередь предписывавших продолжать работы и обращаться со всеми необходимыми для этого требованиями в приказную избу, а Г. В. Стеллеру решать все спорные вопросы не напрямую с мастером, а через самого М. П. Шпанберга.
В 1745 году был выброшен на камчатский берег, впоследствии снят, отремонтирован и возвращён в состав флота.
В кампанию 1754 года следовал в Гижигу с казной, артиллерией, провиантом и командой секретной экспедиции из 48 человек, следовавших в Анадырск. Приблизился к камчатскому берегу с целью организации зимовки «для своих корыстных видов», однако из-за действий экипажа, квалифицируемых в дальнейшем в документах как «непорядочные поступки» потерпел крушение. При этом у А. В. Соколова также отмечается, что экипаж судна во время крушения не принимал никаких мер для спасения перевозимого на нём казённого груза, в связи с чем груз шхербота спасён не был.

## Командиры судна
Командирами шхербота «Елизавета» в составе Российского императорского флота в разное время служили:
- штурман И. Балакирев (1754 год)[10].

### Комментарии
1. ↑  По другим данным разбился там же в 1755 году[9].